# Polyainos
Polyainos (starořecky Πoλυαινoς, latinsky Polyaenus) byl makedonský řečník, spisovatel a historik 2. století, který žil v Římě za císařů Marca Aurelia (vládl 161–180) a Lucia Vera (vládl 161–169), jimž věnoval svůj řecky psaný spis Úskoky (řecky Στρατηγήματα, latinsky Strategemata) u příležitosti jejich tažení proti Parthům. Císaři podle všeho spis skutečně studovali a existují určité náznaky, že Marcus Aurelius měl Strategemata u sebe během markomanské války. V tomto osmidílném spise autor popsal 900 válečných lstí. Jeho text je však ceněn spíše jako vtipná rétorika, než jako vážné historické nebo vojensko-teoretické dílo. Nejvíce byla autorovi vyčítána častá záměna jmen. Dílo obsahuje mnoho anekdot o historických osobnostech. Zachovalo se všech 8 knih, až na části 6. a 7. knihy. Kvůli ztraceným pasážím se dochoval popis jen 833 válečných úskoků. Kniha se dochovala v jediném rukopise ze 13. století, který se v současnosti nachází v Medicejské knihovně ve Florencii. Vedle toho se dochovalo pět různých byzantských zkrácených verzí. Byzantská encyklopedie Suda a také další starověcí autoři (např. Stobaios) se zmiňují i o dalších Polyainových dílech, ta se však nedochovala (O Thébách, Taktika, O makedonské obci, Sanhedrin). Suda též uvádí, že se narodil v Nikaii v Bythýnii (dnešní Iznik v Turecku), ale že jeho rodina byla makedonská.